# Katharine Hayhoe
Katharine Anne Scott Hayhoe, född 15 april 1972, är en kanadensisk atmosfärsforskare. Hon är Paul Whitfield Horn Distinguished Professor och innehar en stiftelseprofessur i offentlig politik och offentlig rätt vid den statsvetenskapliga institutionen vid Texas Tech University. 2021 gick Hayhoe med i Nature Conservancy som Chief Scientist.

## Biografi

### Uppväxt och utbildning
Hayhoe föddes 1972 i Toronto i Ontario. Hennes far, Doug Hayhoe, var vetenskapspedagog och missionär. När Hayhoe var nio år flyttade hennes familj till Colombia, där hennes föräldrar verkade som missionärer och utbildare.
Hon avlade 1994 kandidatexamen i fysik och astronomi på University of Toronto. Hon började sin collegekarriär med att studera astrofysik. När hon gick en kurs i klimatvetenskap för att uppfylla ett kurskrav, bytte hon dock till atmosfärsvetenskap, ett ämne som hon slutligen specialiserade sig på vid forskarskolan.
Hayhoe gick på forskarskolan vid University of Illinois i Urbana-Champaign, där hon avlade magisterexamen och blev filosofie doktor. Hennes doktorandkommitté leddes av Donald Wuebbles, som rekryterade henne till ett forskningsprojekt som utvärderade effekterna av klimatförändringar på de Stora sjöarna.

### Privatliv
Hayhoe, som är evangelikal kristen, är dotter till missionärer. Hon har sagt att öppet berätta om sitt liv som kristen och vetenskapsman är "som att komma ut ur garderoben". Hennes far är före detta vetenskaps- och teknikkoordinator för Toronto District School Board, liksom emeritus professor i utbildning vid Tyndale University College och Seminary i Toronto. Hayhoe tillskriver sin far en roll som inspirationskälla när det gäller hennes tro att vetenskap och religion inte behöver stå i konflikt med varandra.
Hon träffade sin man Andrew Farley, medan hon genomförde forskarstudier vid University of Illinois. Farley är författare och radioprogramledare, och hon leder den kristna kanalen The Grace Message.

### Forskarkarriär
Hayhoe har arbetat på Texas Tech sedan 2005. Hon har skrivit fler än 125 referentgranskade sammanfattningar, tidskriftsartiklar och andra publikationer. Detta inkluderar andra, tredje, fjärde och femte nationella klimatbedömningen för US Global Change Research Program, samt National Academy of Sciences rapport "Climate Stabilization Targets".
Strax efter att den tredje utvärderingen publicerades sa Hayhoe, "Klimatförändringen är här och nu, och inte i någon avlägsen tid eller plats," och hon tillade att "Valen vi gör idag kommer att ha en betydande inverkan på vår framtid." Hon var medförfattare till American Association for the Advancement of Sciences rapporter What We Know och satt i rådgivarkommittén för How We Respond. Hayhoe var även medförfattare till Downscaling Techniques for High-Resolution Climate Projections: From Global Change to Local Impacts (Cambridge University Press, 2021).

### Klimatkommunikation
Utöver sin forskning om klimatförändringar är Hayhoe känd för sin kommunikation kring klimatförändringar och sina opinionsbildningsinsatser kring klimatåtgärder. Professor John Abraham har kallat henne "den kanske bästa kommunikatören om klimatförändringar." Hayhoe har också talat på Nobels fredsprisforum och framträtt i Vita huset med tidigare president Barack Obama och skådespelaren Leonardo DiCaprio, vid den första South by South Lawn-festivalen.
Hayhoe har gjort en TED-föreläsning, "The most important thing you can do to fight climate change". Hon har också skrivit en bok, Saving Us: A climate scientist's case for hope and healing in a divided world.

## Erkännanden
2014 utsågs Hayhoe till en av tidskriften Times 100 mest inflytelserika personer. 2017 utsågs hon till en av Fortunes "världens 50 största ledare". Hon har också två gånger – 2014 och 2019 – placerats på Foreign Policys lista över 100 ledande globala tänkare. 2019 utsågs Hayhoe också till en av FN:s Champions of the Earth i kategorin vetenskap och innovation.
Hayhoe har utsetts till hedersdoktor på Colgate University, Victoria University vid University of Toronto och Trinity College (CT). Hon har mottagit American Geophysical Union's Climate Communication and Ambassador Awards,hon  och är medlem av American Geophysical Union, American Scientific Affiliation och en hedersstipendiat i Canadian Meteorological and Oceanographic Society. 2023 valdes Hayhoe in i American Academy of Arts and Sciences.

### Utmärkelser
- Katharine Hayhoe är mottagare av FN:s Champions of the Earth 2019.[29]
- Foreign Policy magazine 100 Leading Global Thinkers, 2019.[28]
- Stephen H. Schneider Award for Outstanding Science Communication, 2018.[34]
- Fortune magazine's 50 World's Great Leaders, 2017.[27]
- National Center for Science Education Friend of the Planet-priset, 2016.[35]
- Time Magazines 100 mest inflytelserika personer, 2014.[26]
- American Geophysical Union Climate Communications Prize, 2014.[36]